# Stora Tresticklan
Stora Tresticklan är en sjö i Dals-Eds kommun i Dalsland och ingår i Göta älvs huvudavrinningsområde. Sjön har en area på 1,29 kvadratkilometer och ligger 204,3 meter över havet. Stora Tresticklan ligger i Tresticklans nationalpark och i Trestickla-Boksjön Natura 2000-område. Sjön avvattnas av vattendraget Getbroälven. Vid provfiske har abborre fångats i sjön.

## Delavrinningsområde
Stora Tresticklan ingår i det delavrinningsområde (655224-126857) som SMHI kallar för Utloppet av Stora Tresticklan. Medelhöjden är 220 meter över havet och ytan är 7,62 kvadratkilometer. Det finns ett avrinningsområde uppströms, och räknas det in blir den ackumulerade arean 8,35 kvadratkilometer. Getbroälven som avvattnar avrinningsområdet har biflödesordning 4, vilket innebär att vattnet flödar genom totalt 4 vattendrag innan det når havet efter 293 kilometer. Avrinningsområdet består mestadels av skog (83 procent). Avrinningsområdet har 1,3 kvadratkilometer vattenytor vilket ger det en sjöprocent på 17 procent.